# Abadia de Lacock
Lacock Abbey é uma abadia no interior da Inglaterra, localizada em Lacock, Wiltshire.

Esta abadia abriga um museu sobre a vida e obra de William Fox Talbot, além de ter sido cenário para cenas de dois filmes da série Harry Potter. Lá foram gravadas cenas do Harry Potter e a Pedra Filosofal (2001) e Harry Potter e a Câmara Secreta (2002).

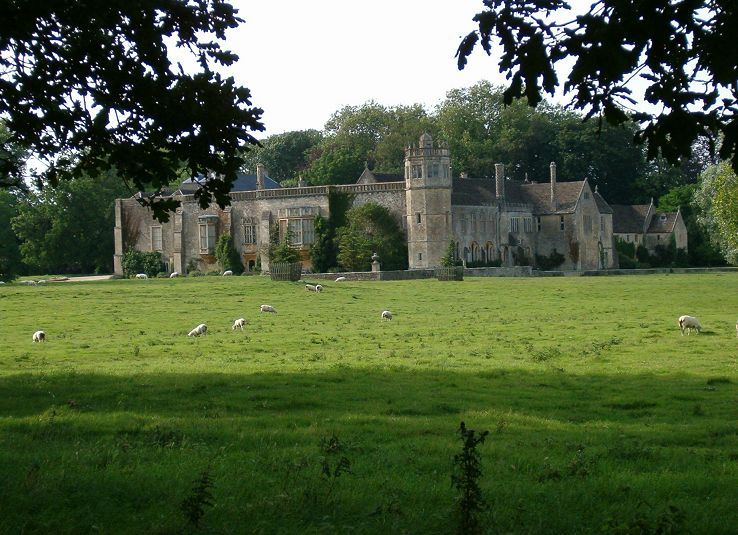
Lacock Abbey.